# Stortjärnen (Åsele socken, Lappland, 712236-160204)
Stortjärnen är en sjö i Åsele kommun i Lappland och ingår i Gideälvens huvudavrinningsområde. Sjön har en area på 0,0378 kvadratkilometer och ligger 403,3 meter över havet.

## Delavrinningsområde
Stortjärnen ingår i det delavrinningsområde (712321-160089) som SMHI kallar för Inloppet i Norsjön. Medelhöjden är 417 meter över havet och ytan är 6,99 kvadratkilometer. Det finns inga avrinningsområden uppströms utan avrinningsområdet är högsta punkten. Vattendraget som avvattnar avrinningsområdet har biflödesordning 2, vilket innebär att vattnet flödar genom totalt 2 vattendrag innan det når havet efter 178 kilometer. Avrinningsområdet består mestadels av skog (94 procent). Avrinningsområdet har 0,04 kvadratkilometer vattenytor vilket ger det en sjöprocent på 0,5 procent.